# Марко Рајковић (фудбалер, 1992)
Марко Рајковић (Београд, 13. новембра 1992) српски је фудбалер. Игра у нападу.

## Каријера
Марко Рајковић је своју професионалну каријеру започео у редовима Ресника, где је уз краћи период проведен са екипом Графичара са Сењака, остао до 2011. године. Он је, потом, приступио Синђелићу, те је у том саставу провео непуне три сезоне, освојивши прво место на табели Српске лиге Београд за такмичарску 2012/13, чиме је изборен пласман у Прву лигу Србије за следећу сезону. Пролеће 2014. провео је Телеоптику, после чега је отишао у Албанију и потписао за тамошњу Аполонију из Фјера. У том клубу наступао је наредне две сезоне, док су његови саиграчи и сународници Вилсон Цаковић и Ђорђе Ђорђевић у међувремену раскинули уговоре због провокација на националној основи. Лета 2016. постао је нападач лазаревачке Колубаре, а након годину дана у том клубу, прикључио се Металцу из Горњег Милановца. До краја сезоне 2017/18. имао је подељену минутажу, а постигао је два поготка. У јулу 2018. приступио је крушевачком Трајалу, након пласмана тог клуба у Прву лигу Србије, али је истог лета, пред почетак такмичења прешао у ужичку Слободу.
 Ту је претрпео суспензију клуба, али је, после више од месец дана неиграња, враћен у такмичарску екипу. Током зимског прелазног рока отишао је из клуба, те се потом прикључио тиму Силекса. Иако, због некомплетне документације, регистрација није испрва успешно реализована, Рајковић је са клубом склопио сарадњу до краја сезоне. После тога је приступио Академији Пандев. Током првог дела сезоне 2020/21. је наступао за Звијезду 09 у Првој лиги Републике Српске.

## Трофеји и награде
Синђелић Београд
- Српска лига Београд: 2012/13.[3]